# Jürgen Fleck
Jürgen Fleck (* 12. Oktober 1960 in Moers) ist ein deutscher Schachspieler, -autor und -komponist.

## Partieschach
Er trägt seit 2002 den Titel Internationaler Meister (die letzte Norm hierfür erspielte er sich beim Borowski GM-Turnier in Essen).
Im Jahr 1975 gewann er am Höcherberg die deutsche Schüler-Einzelmeisterschaft. Drei Jahre später wurde er mit Nordrhein-Westfalen in Hannover deutscher Jugendländermeister. Ferner wurde er 1980 in Saarbrücken Dritter bei der deutschen U20-Jugendeinzelmeisterschaft.
Als Jugendlicher spielte er für den Duisburger Schachverein Hochheide. In der deutschen Schachbundesliga spielte er von 1982 bis 1985 und in der Saison 1986/87 für die SG Enger-Spenge, in der Saison 1985/86 für die SG Bochum 31 und von 1987 bis 1990 für die SG Porz. Für den Polizei-Sportverein Duisburg spielte er in der Saison 2007/08 in der 2. Bundesliga West am ersten Brett. Jürgen Fleck nahm mit der deutschen Mannschaft am Mitropapokal 1985 in Aranđelovac teil.
Seine Elo-Zahl beträgt 2374 (Stand: Januar 2020), er wird jedoch beim Weltschachbund FIDE als inaktiv gewertet, da er einer Partie in der Oberliga NRW der Saison 2014/15 keine Elo-gewertete Schachpartie mehr gespielt hat. Seine bisher höchste Elo-Zahl lag bei 2440 von Juli 2004 bis März 2005. Seine beste Platzierung in der deutschen Elo-Rangliste war der 16. Platz, den er im Januar 1984 allein und im Juli 1984 zusammen mit Ralf Lau belegte.

## Schachkomposition
Seine Biografien, Analysen und Studien sind in den Schachzeitschriften Kaissiber und Karl sowie in den Kompositionszeitschriften Die Schwalbe, EG und dem FIDE-Album veröffentlicht worden.
Fleck hat sich auch als Studienkomponist einen Namen gemacht und erzielte mit seinen Schachstudien erste Preise. Für die Rochade Europa war er Schiedsrichter für Studien. Insgesamt wurden von Fleck 41 Studien veröffentlicht, wovon 16 Preise gewannen, darunter neun erste Preise (Stand: April 2005).
|   | a | b | c | d | e | f | g | h |   |
| 8 |   |   |   |   |   |   |   |   | 8 |
| 7 |   |   |   |   |   |   |   |   | 7 |
| 6 |   |   |   |   |   |   |   |   | 6 |
| 5 |   |   |   |   |   |   |   |   | 5 |
| 4 |   |   |   |   |   |   |   |   | 4 |
| 3 |   |   |   |   |   |   |   |   | 3 |
| 2 |   |   |   |   |   |   |   |   | 2 |
| 1 |   |   |   |   |   |   |   |   | 1 |
|   | a | b | c | d | e | f | g | h |   |

Lösung:

1. d2–d4? verliert, wie erst im 12. Zug ersichtlich ist. Dieser Versuch und die Lösung laufen zunächst gleich ab.

1. d2–d3!! Sc1xd3

2. Lc3–d2 b5xc4

3. e3–e4 c4–c3

4. Ld2–e3 (oder 4. Lg5 bzw. 4. Lh6) c2–c1D

5. Le3xc1 Sd3xc1

6. e4–e5 Sc1–d3

7. e5–e6 Sd3–f4

8. e6–e7 Sf4–g6+

9. Kh4–h3! Sg6xe7

10. Sc8xe7 c3–c2

11. Se7–f5 Kh1–g1 (oder 11. … c1D 12. Sg3+ Kg1 13. Se2+ und Damengewinn)

12. Sf5–d4! (dieser Zug ginge nach 1. d4 nicht, weil der Bauer das Feld blockieren würde) und Remis wegen der Gabel auf e2.